# Patrik Baboumian
Patrik Baboumian (tiếng Ba Tư: پاتریک بابومیان, tiếng Armenia: Բադրիք Պապումեան; sinh ngày 1 tháng 7 năm 1979) là một cựu strongman và cựu vận động viên thể hình đã nghỉ hưu người Đức gốc Armenia sinh ra ở Iran. Anh là người theo và khuyến khích chủ nghĩa thuần chay.

## Tuổi thơ
Baboumian sinh ngày 1 tháng 7 năm 1979 tại Abadan, cha mẹ đều là người Armenia. Anh di cư sang Đức cùng mẹ và bà vào năm 7 tuổi. Đến năm 9 tuổi, anh bắt đầu quan tâm đến việc tập tạ, điều mà sau đó dẫn anh theo đuổi bộ môn thể hình.

## Sự nghiệp
Năm 1999, Baboumian đã giành chức vô địch thể hình trẻ của Đức IFBB, vào năm 2002, anh trở thành nhà vô địch trẻ toàn diện tại Gießen Campions-Cup. Baboumian giữ kỷ lục thế giới nâng log (một dạng tạ) ở hạng cân 105 kg khi nâng 165 kg (364 pound), cũng như kỷ lục cử tạ hạng nặng của Đức với 180 kg (396 pound) và danh hiệu "Người đàn ông khỏe nhất nước Đức" (hạng cân 105 kg). Từ năm 2006, anh đã tham gia thi đấu tại các sự kiện IFSA Strongman. Năm 2007, Baboumian thi đấu tại giải FSA - hạng cân 105 kg vô địch thế giới và kết thúc ở vị trí thứ 14.
Baboumian đã nâng được 162,5 kg (358 pound) trong lần thử thứ hai của mình trong giải quốc gia hạng nặng nâng log Đức năm 2009. Năm tiếp theo, anh lập kỷ lục nâng log hạng nặng mới của Đức với 180 kg (396 pound). Năm 2011, Baboumian thi đấu tại giải vô địch thế giới nâng log và xếp thứ 4 với kỉ lục mới của Đức là 185 kg (408 pound). Vào ngày 21 tháng 5 năm 2011, anh đã nâng 190 kg (420 pound) ở Phần Lan, chiến thắng cuộc thi ở địa phương. Anh cũng đã được vinh danh là "Người đàn ông khỏe nhất nước Đức" vào năm 2011 bằng cách giành chiến thắng trong giải đấu strongman mở rộng của Đức. Vào ngày 20 tháng 9 năm 2015, Baboumian đã xóa kỉ lục của chính mình khi hoàn thành cuộc đi yoke walk (kéo ách) với 560 kg (1.230 pound) trên lưng ở Đức.

## Đời tư
Baboumian bắt đầu ăn chay từ năm 2005 và trở thành người ăn chay hoàn toàn vào năm 2011. Tháng 11 năm 2011, anh trở thành gương mặt mới trong một chiến dịch của tổ chức bảo vệ quyền động vật PETA, ủng hộ chế độ ăn thuần chay.

## Thành tích
- 1999 int. Nhà vô địch Đức Jun. Thể hình -IFBB
- Nhà vô địch Đức 2007 −105 kg Strongman -GFSA
- Nhà vô địch Đức 2009 −105 kg Strongman -GFSA
- 2009 Vô địch Đồng đội Đức Strongman -GFSA
- Vô địch nâng log Đức 2009 -GFSA
- 2009 Kỷ lục thế giới nâng log −hạng 105 kg: 165 kg (364 pound)
- Vô địch nâng log Đức 2010 -GFSA
- Kỷ lục tại Đức năm 2010 về nâng log +105 Kilôgam
- 2011 vị trí thứ 4 tại worldcup với 185 kg (408 pound)
- Kỷ lục Đức năm 2011 nâng log +105 kg 185 kg (408 pound)
- Nhà vô địch Đức năm 2011 và là người chiến thắng chung cuộc nâng log -GFSA 180 kg (396 pound)
- Kỷ lục năm 2011 của Đức về nâng thùng bia (13 lần) [6]
- 2011 Người đàn ông khỏe nhất nước Đức [7]
- Nhà vô địch cử tạ châu Âu 2012 ở hạng cân −140 kg (GPA) [8]
- Kỷ lục thế giới 2012 nâng thùng bia với cân nặng 150,2 kg (331 pound) [9]
- Kỷ lục thế giới năm 2012 Giữ tạ trước (Front Hold) 20 kg (1:26,14 Phút) [10]
- 2013 Veg Fest yoke-walk, 550,2 kg (1.213 pound) qua 10 m (33 foot) ở Toronto [1]
- 2015 Veg Fest yoke-walk, 560 kg (1.230 pound) trong 28 giây [11]